# Rundfunkjahr 1923
Liste der Rundfunkjahre

1919 | 1920 | 1921 | 1922 | Rundfunkjahr 1923 | 1924 | 1925 | 1926 | 1927 | ► | ►►

Weitere Ereignisse

## Ereignisse
- 1923 gilt als Geburtsjahr des Rundfunks in Deutschland.
- 3. März: In den USA erscheint die erste Ausgabe des Wochenmagazins Time.
- 29. Oktober: Mustafa Kemal Atatürk ruft in der Türkei die Republik aus.

### Hörfunk
- 1. Januar: In den USA wird der Rose Bowl erstmals live aus Los Angeles übertragen.
- 13. März: In den USA kommen die ersten Rundfunkempfänger mit Lautsprechern auf den Markt. Bis dahin konnte man das Programm nur über Kopfhörer verfolgen.
- 18. Mai: In der Tschechoslowakei strahlt die Aktiengesellschaft Radio Journal die erste Rundfunksendung aus. Aus einem Zelt in der Nähe von Kbely bei Prag wird um 20.15 Uhr zum ersten Mal eine tschechoslowakische Stimme in den Äther geschickt.
- September 1923 – Das Prager Radio Journal sendet von nun an täglich um 14 Uhr Wirtschafts- und Finanznachrichten, abends dann Sportberichte, Wettervorhersagen, Nachrichten und anschließend Vorträge und Musik.
- Oktober: Gründung der Drahtloser Dienst AG (Dradag), die aus der Aktiengesellschaft Buch und Presse hervorgeht.
- 18. Oktober: Beginn von Versuchssendungen vom Dach des Vox-Hauses in Berlin.
- 29. Oktober: Die Funk-Stunde Berlin nimmt als erster Rundfunksender in Deutschland ihr Programm auf.
- 7. Dezember: Gründung der Südwestdeutschen Rundfunkdienst AG (SWR) in Frankfurt am Main.

### Fernsehen
- Vladimir Zworykin baut mit dem Ikonoskop den ersten brauchbaren elektronischen Bildabtaster.
- August Karolus erfindet die nach ihm benannte Karolus-Zelle zur trägheitslosen Lichtsteuerung durch den Kerr-Effekt.

## Geboren
- 8. April: Edward Mulhare, US-amerikanischer Schauspieler wird in Los Angeles geboren († 1997). Mulhare wird vor allem in der Rolle des Devon Miles, des Vorgesetzten von Michael Knight, der Hauptfigur in der Fernsehserie Knight Rider bekannt.
- 16. April: Erwin Wirschaz, deutscher Schauspieler und Hörspielsprecher wird in Hamburg geboren († 2011).
- 1. Mai: Hans Bunje, deutscher Schriftsteller, Dramatiker und Hörspielautor wird in Brake geboren († 2008).
- 26. Mai: Alfons Höckmann, deutscher Schauspieler (u. a. Raumpatrouille), Regisseur und Theaterleiter wird in Dortmund geboren († 2014).
- 26. Mai: Horst Tappert, deutscher Schauspieler und Darsteller der Figur des Derrick wird in Elberfeld geboren († 2008).
- 26. Juli: Norbert Pawlicki, österreichischer Pianist und Komponist wird in Wien geboren († 1990).
- 19. August: Tony Schwartz, US-amerikanischer Werbespezialist und Politikberater wird in New York City geboren († 2008).
- 3. Dezember: Wolfgang Neuss, deutscher Kabarettist, Schauspieler und Fernsehmoderator (Leute) wird als Hans Wolfgang Otto Neuß in Breslau geboren († 1989).
- 9. Dezember: Karl Richard Tschon, deutscher Schriftsteller und Autor zahlreicher Hörspiele wird in Teplitz-Schönau geboren († 1993).
- 23. Dezember: Günther „Howdy“ Schifter, österreichischer Jazzkenner und Radiomoderator (Schellacks) wird in Wien geboren († 2008).